# Gustaf Masreliez
Gustaf Vilhelm Masreliez, född 15 juli 1880 i Stockholm, död där 31 december 1963, var en svensk ämbetsman.
Gustaf Masreliez var son till protokollssekreteraren Wilhelm August Masreliez. Han avlade mogenhetsexamen i Stockholm 1895 och blev juris utriusque kandidat vid Uppsala universitet 1903. Masreliez blev fiskal i Svea hovrätt 1914 och hovrättsråd 1916 samt revisionssekreterare 1919. Åren 1927–1936 var han överdirektör och chef för Fångvårdsstyrelsen och 1936–1947 var han häradshövding i Sollentuna och Färentuna domsaga. Masreliez deltog i ett flertal statliga utredningar, bland annat biträdde han i Civildepartementet vid utarbetandet av ny landshövdingsinstruktion 1917, var biträdande sekreterare i 1916 års strafflagskommission 1919 samt ledamot och sekreterare i 1921 års strafflagskommission. Åren 1921–1938 var Masreliez ledamot av Stockholms stadsfullmäktige som representant för högern. Han var från 1935 ledamot av direktionen för Psykiatriska sjukhuset i Stockholm.